# Mamma Küsters himmelsfärd
Mamma Küsters himmelsfärd är en västtysk film från 1975 med manus och regi av Rainer Werner Fassbinder.

## Handling
Arbetaren Hermann Küsters dödar en överordnad på den däckfabrik han arbetar på, och begår därefter suicid. Fabriksledningen hade dessförinnan hotat med massuppsägningar av personal. Hans fru Emma drabbas hårt, då sonen vänder sig bort från henne och dottern utnyttjar situationen för egen del, samtidigt som en journalist skriver en spekulativ artikel om händelsen. Emma försöker därefter ge hennes man upprättelse genom att söka sig till politiska organisationer, men det får helt andra följder än hon tänkt sig.

## Rollista, urval
- Brigitte Mira - Emma Küsters
- Ingrid Caven - Corinna
- Margit Carstensen - Marianne Thälmann
- Karlheinz Böhm - Karl Thälmann
- Irm Hermann - Helene
- Gottfried John - Niemeyer, pressfotograf
- Armin Meier - Ernst
- Kurt Raab - Gustav
- Peter Kern - nattklubbsägare